# Чарльз Блейкер Віньоль
Чарлз Блейкер Віньоль (англ. Charles Blacker Vignoles; 31 травня 1793 — 17 листопада 1875) — британський інженер-залізничник, епонім рейки Віньоля. Спроєктував Ланцюговий міст у Києві через Дніпро, за ескізом Джона Борна.

## Життєпис
Народився 31 травня 1793 року у Вудбруку, графство Вексфорд. Його батько, Чарльз Генрі Віньолес, нащадок гугенотського роду, був прапорщиком 43-го піхотного Монмутширського полку. Після отримання звання капітана він був відправлений у Вест-Індію, де був поранений при штурмі Пуент-а-Пітр, Гваделупа, і помер у 1794 р., одружившись у 1792 р. з Каміллою, молодшою дочкою Чарльза Хаттона, яка пережила чоловіка лише на один тиждень.

### На військовій службі
Чарльз у дитинстві потрапив у французький полон, і для його звільнення сер Чарльз Грей, командувач англійськими військами, наділив його повноваженнями. Він був оголошений прапорщиком 43-го полку 10 листопада 1794 року, коли йому виповнилося вісімнадцять місяців, і відразу ж був переведений на половинне грошове утримання. Приїхавши до Англії, він був відданий під опіку свого діда, Чарльза Хаттона, який близько 1807 року призначив його на сім років проктором в Doctors' Commons, але через три роки він залишив посаду проктора і розпочав навчання в Сандгерсті. Отримавши повідомлення про вступ до свого полку, він вирушив на півострів і був присутній в ар'єргарді в битві при Вітторії 21 червня 1813 року. Наступного 29 листопада був переведений прапорщиком до йоркських кавалеристів, а 13 січня 1814 року, завдяки впливу герцога Кентського, отримав призначення в 1-й або королівський шотландський піший полк. Був присутній при відсічі британських військ під Берген-оп-Зом 14 березня того ж року. Влітку отримав направлення до Канади, і був на військовому судні «HMS Леопард», коли він зазнав аварії на острові Антікості в гирлі річки Святого Лаврентія. Після повернення до Англії 12 жовтня 1815 року отримав чин лейтенанта і був направлений до форту Вільям, але у квітні 1816 року вирушив до Валансьєна як додатковий ад'ютант генерала сера Томаса Брісбена. З 25 травня 1816 року він був переведений на півставки, але фактично не поривав зв'язку з армією до 1833 року.

### Інженерна робота
З 1816 року він займався дослідженням Південної Кароліни та прилеглих штатів і опублікував «Спостереження над Флоридою», Нью-Йорк, 1823 рік, з картою, яка довгий час залишалася найкращою картою цієї країни. Повернувшись до Європи у травні 1823 р., у 1825 р. він був найнятий містером Ренні на проєктування залізниці до Брайтона, а також проводив вишукування на Ліверпульській та Манчестерській залізницях. 7 вересня 1830 року спільно з Джоном Еріксоном запатентував новий спосіб підйому на круті схили залізницях шляхом введення в центр дороги третьої рейки, яка затискалася двома горизонтальними роликами, що приводилися в дію важелем від локомотива (№ 5995). Ця система центральної рейки була такою ж, як і на зигзагоподібній лінії через перевал Мон-Сені.
Після роботи на Оксфордському каналі та на відгалуженні залізниці до Вігана та від Вігана до Престона, що згодом отримала назву Північної залізниці, він став у 1832 році головним інженером Дублінської та Кінгстонської залізниці, першої з ірландських ліній, яка була відкрита 17 грудня 1834 року. Тепер він був визнаний одним з провідних інженерів-будівельників, а роботи, які він виконував, були дуже численними; серед них залізниця Шеффілд, Ештон-андер-Лайн і Манчестер, 1835-40 рр., з найдовшим тунелем, спроєктованим на той час в Англії. У цьому концерні він володів дуже великою кількістю акцій, запити на які у 1840 році викликали у нього велике збентеження. Приблизно в цей час з ним консультувалися щодо деяких з перших континентальних ліній, особливо Паризької та Версальської, залізниці Німецького союзу, ліній в герцогстві Брауншвейг, Берліні, Гамбурзі та Ганновері.

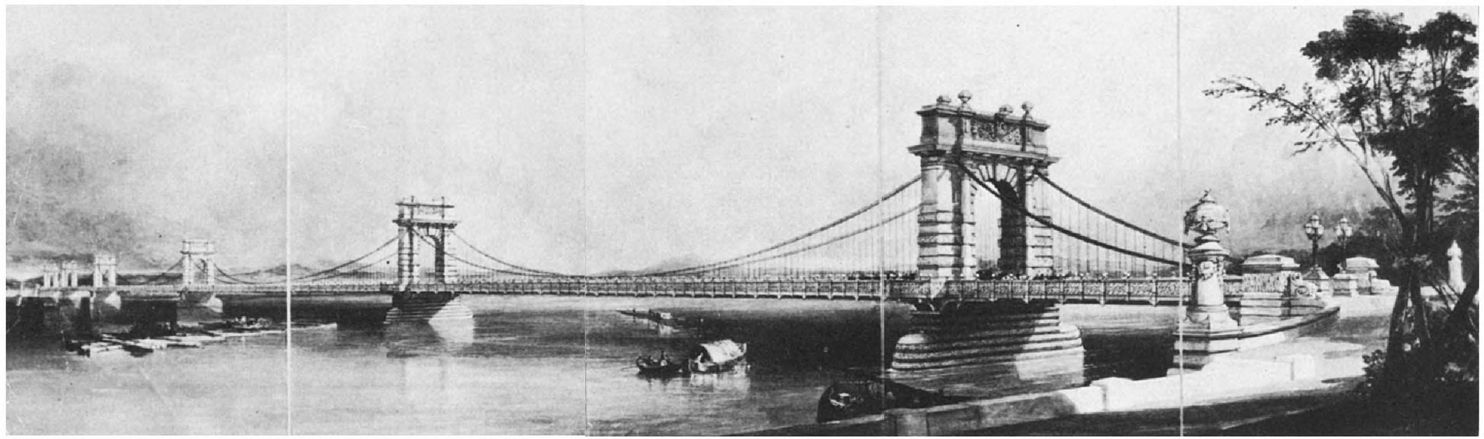
Ланцюговий міст (Київ)

Одночасно з цими заходами він займався вивченням можливого вдосконалення залізничної рейки, яка тоді в основному використовувалася, і запровадив у 1837 році плоску рейку, відому як рейка Віньоле, яка на континенті майже витіснила будь-яку іншу форму. У 1841 році він був обраний на новостворену кафедру цивільного будівництва в Університетському коледжі, першу в Англії, і прочитав свою першу лекцію 10 листопада. У 1843—1844 роках він провів шість місяців у Штутгарті, консультуючи з питань проєктування залізниць у королівстві Вюртемберг.
Під час залізничної манії 1846-48 рр. Віньоле був залучений на великій кількості ліній. Серед них були Східно-Кентська (згодом названа Лондонською, Чатемською і Дуврською), Мала Північно-Західна (згодом об'єднана з Мідлендом), а в Ірландії — Уотерфордська і Лімерикська та інші центральні лінії. У 1847 році він відвідав Санкт-Петербург. Його головною роботою був підвісний міст у Києві через Дніпро, найдовший у своєму роді у світі. У 1853-55 роках він розпочав і провів першу залізницю в західній Швейцарії. У 1854 році він зробив перші дослідження залізниці Баїя і Сан-Франциско в Бразилії, але роботи не були розпочаті до 1857 року і були завершені в 1861 році. Протягом 1857-58 років, з Томасом Брассі як підрядником, він провів лінію через Баскські провінції в Іспанії. Останнім важливим проєктом, в якому він брав участь, була лінія від Варшави до Тирасполя в 1865 році. Після цього він відійшов від активної професійної діяльності, але консультувався з інженерами щодо багатьох важливих схем.

### Наукова робота
Він виявляв великий інтерес до наукових питань взагалі. Він був обраний членом Лондонського королівського астрономічного товариства 9 січня 1829 року (і був членом ради протягом багатьох років), членом Інституту цивільних інженерів 10 квітня 1827 року і президентом у грудні 1869 року, членом Королівського товариства 7 червня 1855 року, був пов'язаний з Ірландською королівською академією і Королівським інститутом.
Під час нагляду за роботами на залізниці Тудела і Більбао в Іспанії він розважав членів урядової астрономічної експедиції, які спостерігали повне сонячне затемнення 18 липня 1860 року, надав карту шляху тіні, відкинутої затемненням через північно-східну частину Іспанії, і опублікував деякі супровідні «Спостереження». Десять років по тому він супроводжував урядову експедицію на судні «Психея» для спостереження затемнення 22 грудня 1870 року і зазнав аварії на цьому судні біля берегів Сицилії.
Помер 17 листопада 1875 року на віллі Амальтея, Хайт, Гемпшир і був похований на Бромптонському цвинтарі 23 листопада 1875.